# Cryptocarya

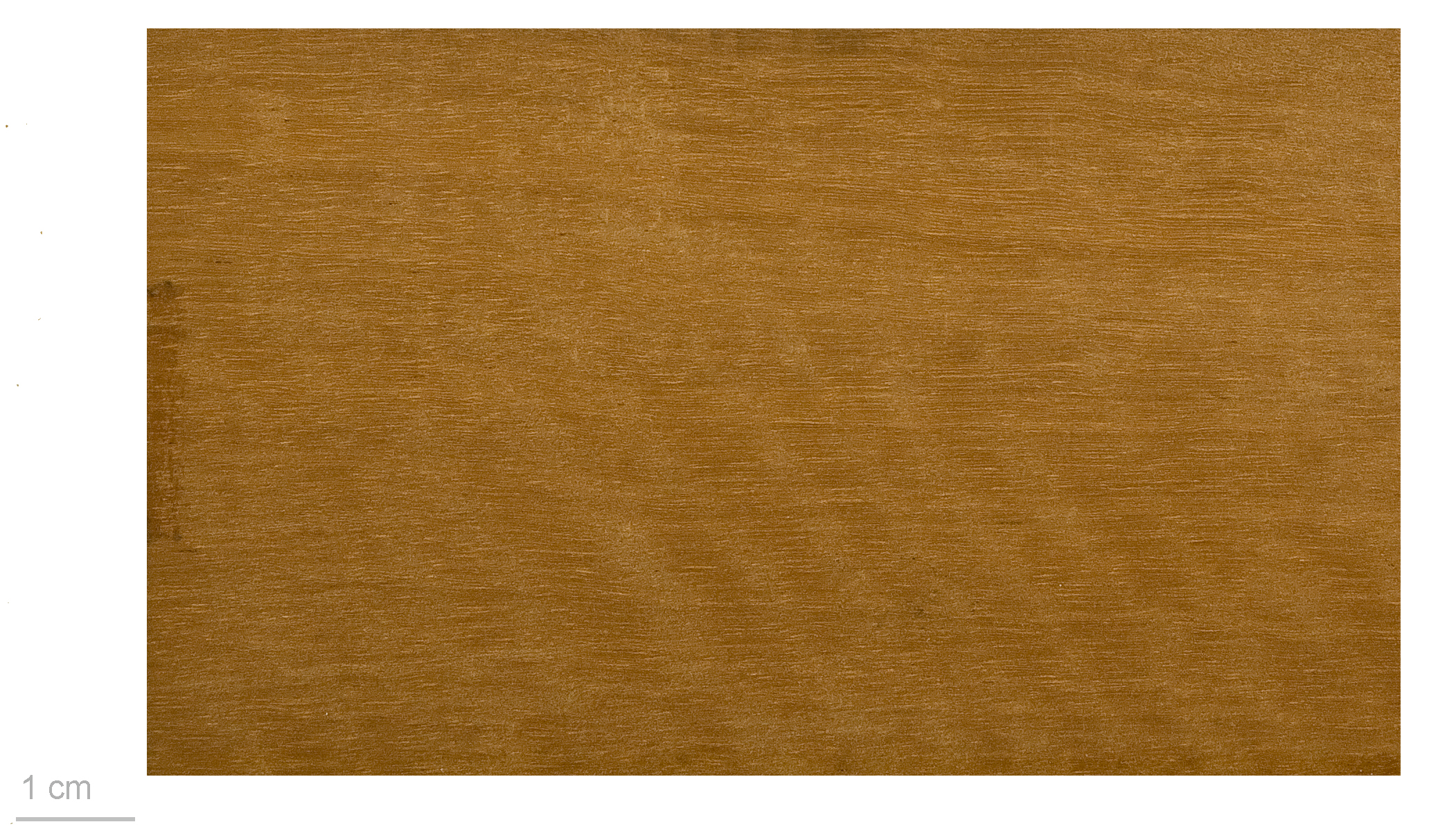
Cryptocarya macrocarpa

Cryptocarya es un género de árboles siempreverdes, de la familia de los laureles, Lauraceae. El género incluye a más de 350 especies, distribuidas en el Neotrópico y trópico de África, Indo-Malasia, y la ecozona de Australasia. 
La chilena Cryptocarya alba y las australianas Cryptocarya erythroxylon y Cryptocarya foveolata de las montañas de Nueva Gales del Sur son sobresalientes por su tolerancia a las heladas dentro de este género con la mayoría de sus especies creciendo en clima tropical.

## Cultivo y usos
Cryptocarya alba, el peumo, es el más común de los siempreverdes en la ecorregión del matorral chileno, en Chile central. Produce frutos aprovechables. C. massoia se usa comercialmente para producir aceite esencial.

## Especies de Cryptocarya
Lista no exhaustiva:
- C. alba,  peumo (Chile)
- C. angulata, laurel marfil (Australia)
- C. aristata
- C. ashersoniana (Brasil)
- C. chinensis
- C. chingii
- C. cinnamomifolia (Australia)
- C. concinna
- C. corrugata
- C. crassinervia (Indonesia)
- C. cunninghamiana, laurel de Cunningham (Australia)
- C. densiflora  (Indonesia)
- C. erythroxylon, pigeonberry ash o fresno baya de paloma (sureste de Australia)
- C. ferrea
- C. foetida, stinking laurel (Australia). Vulnerable.
- C. foveolata, nuez de montaña (sureste de Australia).
- C. gigantocarpa
- Cryptocarya glaucescens  Jackwood (Australia)
- C. grandis, cinnamon laurel (Australia)
- C. hypospodia  (Australia)
- C. invasorium
- C. laevigata, glossy laurel (Australia)
- C. leptospermoides
- C. mackinnoniana, rusty laurel (Australia)
- C. massoia  (Indonesia)
- C. meissneri
- C. membranaceae
- C. micrantha Meisn. (Brasil)
- C. microneura, murrogun (este de Australia)
- Cryptocarya moschata Nees et Mart. ex Nees (Brasil)
- C. multipaniculata
- C. murrayi,  Murray’s laurel (Australia)
- C. nigra  (Indonesia)
- C. nitens  (Indonesia)
- C. oblata
- Cryptocarya obovata (Australia)
- C. odorata
- C. obtusifolia
- C. palawanensis  (Filipinas). En riesgo.
- C. pleurosperma, laurel venenoso (Australia) tóxico y corrosivo
- C. pluricostata
- C. rigida, maple rosa (Australia)
- C. scortechinii  (Indonesia)
- C. transversa
- C. tomentosa
- C. triplinervis, laurel marrón (Australia)
- C. vulgaris
- C. williwilliana, laurel de hojas chicas (Australia)